# Antonio Ledezma
Antonio José Ledezma Díaz (San Juan de los Morros, 1 de mayo de 1955) es un político y abogado venezolano, quien fue el alcalde mayor del Distrito Metropolitano de Caracas hasta 2015, cuando fue sustituido por Helen Fernández. También se ha desempeñado como alcalde del municipio Libertador de Caracas en dos ocasiones y gobernador del antiguo Distrito Federal. Fue dos veces Diputado del extinto Congreso Nacional de Venezuela (actual Asamblea Nacional) desde 1984 y fue elegido Senador de la República en 1994, siendo la persona más joven en ser elegida para ese cargo.

## Educación
Realizó sus estudios de educación primaria en la escuela pública Dr. Vicente Peña de San Juan de los Morros y los de secundaria (1968-1973) en el Liceo Juan Germán Roscio de la misma ciudad, donde se graduó como bachiller en la especialidad de Humanidades. Tuvo 4 hijos: Vanessa y Víctor con su primera esposa, y María Antonietta y Mitzy Ledezma Capriles, con su segunda y actual esposa, Mitzy Capriles, y tiene 6 nietos. En 1982 obtuvo el título de abogado en la Universidad Santa María, en Caracas. En 2001 realizó un curso de Gerencia Pública en el Instituto de Estudios Superiores de Administración (IESA) y entre los años 2005 y 2007 cursó estudios de postgrado en la Universidad Metropolitana de Caracas y recibió con honores el título de Especialista en Gerencia Pública. María Antonieta es casada con Luis Fernando Vuteff (argentino)
Entre 1996 y 2000 ocupó el cargo de alcalde del municipio Libertador de Caracas.

## Desempeño político
Fue miembro del centro de estudiantes del Liceo Juan Germán Roscío y, tiempo después, dirigente estudiantil de la Universidad Santa María. En 1973 se incorporó como militante de la juventud del partido socialdemócrata Acción Democrática, primero como secretario juvenil por su estado natal y luego miembro del Comité Ejecutivo Nacional. En 1979 es designado diputado a la Asamblea Legislativa Regional del estado Guárico, donde ejerció la presidencia de la comisión permanente de obras públicas. Anteriormente había sido Subsecretario de la Asamblea Legislativa de ese estado (1975-1978).
Posteriormente se presentó a las elecciones para el escaño de diputado del extinto Congreso Nacional, donde obtiene el acta de diputado en 1984. Durante este periodo presidió la comisión especial que investigó las irregularidades del complejo hidroeléctrico Uribante-Caparo e integró la comisión especial que redactó el proyecto de Ley Antidrogas. Fue reelegido como diputado en 1989. En su segundo periodo fue presidente de las comisiones encargadas de la creación de los nuevos estados federales de Delta Amacuro y Amazonas.

## Gobernador del Distrito Federal
En enero de 1992 es designado por Carlos Andrés Pérez Gobernador del antiguo Distrito Federal de Venezuela (que comprendía el actual Distrito Capital y estado Vargas), sustituyendo a Virgilio Ávila Vivas. Ocupa dicho cargo hasta el 21 de mayo de 1993, cuando el presidente Pérez es destituido por la Corte Suprema de Justicia, siendo sustituido en el cargo de gobernador por César Rodríguez, también de Acción Democrática. En noviembre de 1992, la policía de Caracas mata entre 62 y 200 presos en la prisión de Catia. Según Antonio Ledezma, « Lo del Retén de Catia tiene vinculación con la insurrección golpista, porque no hay duda de que lo que se pretendía era crear un caos en Caracas y que salieran a la calle más de 3.000 reclusos y eso tuvo que controlarse a costa de muchas vidas ». En 1994 es elegido por voto popular Senador de la República y ocupó el cargo de Vicepresidente de la Cámara del Senado. Como senador es uno de los encargados de un intento de reforma constitucional que finalmente no se concreta.
Entre los años 1994 y 2008 fue director general del Círculo de Estudios, Políticos, Económicos y Sociales (CEPES).

## Alcalde del Municipio Libertador
Se presentó como candidato a la alcaldía del municipio Libertador de Caracas en las elecciones regionales de 1995, resultando ganador. Promovió desde un primer momento una política para reducir los vendedores callejeros comerciantes informales, realizó la demolición del mercado popular de La Hoyada, construyó el nuevo Terminal de transporte público de La Bandera, se encargó personalmente de los trámites para la repatriación de una gran cantidad de inmigrantes indocumentados residentes en Caracas, e hizo campaña para la construcción de la línea 4 del Metro de Caracas. Con respecto a sus relaciones con el ejecutivo nacional, en una especie de cohabitación capitalina, mantuvo buenas relaciones con el presidente Rafael Caldera. Sin embargo, mantuvo distancia con el gobierno de Hugo Chávez.
En las elecciones presidenciales de 1998, Ledezma fue jefe de campaña del candidato de Acción Democrática, Luis Alfaro Ucero, aunque anteriormente había sido visto como un posible contendor a la presidencia.
En 1998, según la ley se cumplía el periodo de todos los alcaldes, pero debido a la gran cantidad de consultas a realizar ese año (elecciones Presidenciales, Estatales y Parlamentarias) fueron postergadas las elecciones municipales. A comienzos del año 2000 dio a conocer su intención de postularse a la presidencia de la República que se debía hacer ese año debido a la aprobación un año antes de la nueva constitución que estipulaba nuevas elecciones Generales sin embargo decide abandonar esa idea debido al lanzamiento de la candidatura del excompañero de Chávez, teniente coronel Francisco Arias, al indicar que el no sería un elemento divisionista en la oposición, decidió entonces buscar la reelección como alcalde, pero fue derrotado por el oficialista y miembro del Movimiento V República, Freddy Bernal. Ledezma no reconoció los resultados y los consideró fraudulentos.
Durante ese periodo también preside el Consejo Metropolitano de Gobierno (1997-1998), designado en 1998 Vicepresidente de la Unión de Ciudades capitales de Iberoamérica, y entre 1999 y 2000 preside la Asociación Nacional de Alcaldes de Venezuela. En 1999 aspira a la Secretaría General de AD, pero declinó al poco tiempo por estar en desacuerdo en cuanto a la forma de elección de las autoridades del partido blanco. Por esa razón renunció a esa organización política en el 2000 y fundó junto a algunos disidentes de AD, en ese año, el partido Alianza Bravo Pueblo (ABP), organización política que aún preside.

## Alcalde Metropolitano de Caracas

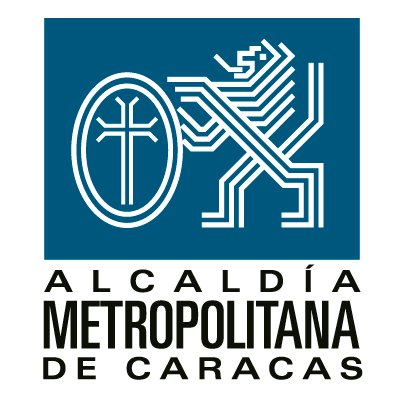
Logo de la Alcaldía Metropolitana durante su gestión 2008-2013 y 2013-2017.

### Aspiración y campaña

Porcentaje de votos obtenidos por Antonio Ledezma en cada municipio.

En enero de 2008 Ledezma anuncia su aspiración a la Alcaldía Metropolitana de Caracas, con el apoyo de su partido Alianza Bravo Pueblo. El 23 de enero, la alianza de partidos opositores firman un «pacto de unidad», en el cual todas las organizaciones políticas firmantes se comprometían en apoyar a un solo candidato para cada cargo de elección popular en las próximas elecciones regionales de noviembre.
Para aquel momento la oposición contaba con tres precandidatos que aspiraban al cargo de alcalde mayor de Caracas, entre ellos, Leopoldo López, Augusto Uribe y el propio Ledezma. En mayo, se dieron a conocer los resultados de un estudio de opinión que daba a Leopoldo López como el candidato de mayor popularidad, sin embargo, sobre este recaía una inhabilitación de la Contraloría General de la República, por lo que no podría postularse para ningún cargo de voto popular.
La encuesta realizada por el Instituto Venezolano de Datos le daba a Ledezma un 28,2% de agrado, frente un 41,7% de desagrado, mientras López contaba con un 65,1% de apoyo.
Sin embargo, Ledezma siguió hasta el final con su aspiración apoyado por distintos partidos opositores. En agosto se cerró el lapso de inscripción de los candidatos que participarían en los comicios regionales, y tras López no poder inscribirse, su partido Un Nuevo Tiempo inscribe a William Ojeda como su opción a la alcaldía mayor, finalmente en septiembre Ojeda retira su aspiración y apoya a Ledezma, convirtiéndose este en el candidato de la unidad. En octubre, ya en los días previos al evento electoral algunos sondeos de opinión daban un supuesto empate técnico entre el candidato oficialista, Aristóbulo Istúriz y Ledezma, mientras otros le daban una corta ventaja.
El 23 de noviembre de 2008 se realizan las elecciones regionales, con el apoyo de su grupo político ABP y otros 21 partidos opositores, resultó ganador con el 52,42% de los votos, derrotando al progubernamental, exalcalde del municipio Libertador y miembro del Partido Socialista Unido de Venezuela, Aristóbulo Istúriz. En su discurso de aceptación de los resultados prometió hacer de Caracas «una ciudad para la vida» y dedicó su victoria a los más humildes. En su gabinete de gobierno incluyó a Carlos Melo, Leopoldo López y Yon Goicoechea.

### Huelga de hambre
El 3 de julio del 2009, el alcalde Ledezma, se acercó hasta las oficinas de la OEA en Caracas, con el fin de declararse en huelga de hambre, manifestando rechazo a la actitud del gobierno nacional de desconocer al alcalde del Distrito Metropolitano. Según el alcalde, la huelga constituyó un éxito para el alcalde ya que el gobierno y la OEA cedieron a sus demandas. Medios de comunicación oficialistas como la Agencia Bolivariana de Noticias se apresuraron a calificar como un "simple show" a esta huelga, ya que según acusa el gobierno, el alcalde ya poseía los fondos para pagarle a los empleados de su alcaldía, uno de los puntos por el cual él realizó su huelga de hambre. Sin embargo, el día anterior en horas de la noche, la Autoridad Única del Distrito Capital, instancia creada recientemente por decreto del gobierno del presidente Hugo Chávez, la cual asumió competencias que le fueron quitadas a Ledezma en el marco de una reforma legal, anunció la transferencia a la alcaldía de un «auxilio financiero», de 52.000 bolívares (unos 24.186 dólares) para que la Alcaldía Metropolitana, cuya sede en Caracas también pasó de manos de Ledezma al gobierno del Distrito Capital, «proceda a cancelar, estrictamente», las nóminas de junio y julio, indicó un comunicado. Por otro lado, también se anunció que el secretario general de la Organización de Estados Americanos (OEA), José Miguel Insulza, se comprometió a recibir a una comisión de gobernadores y parlamentarios en Washington.

### Elecciones municipales 2013
El 8 de diciembre fue reelecto Alcalde Metropolitano de Caracas para la Mesa de la Unidad Democrática (MUD) frente a su contrincante oficialista Ernesto Villegas.

### Detención por el SEBIN en 2015

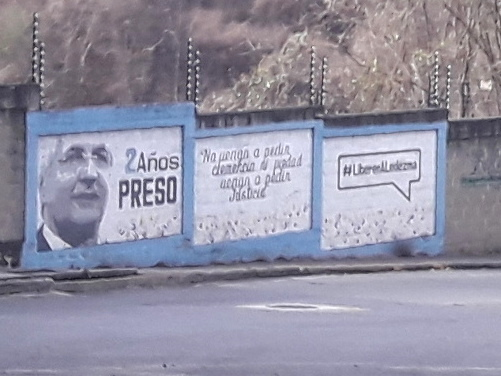
Mural en Caracas exigiendo la libertad de Ledezma.

El 19 de febrero de 2015 el Alcalde Metropolitano fue detenido por el SEBIN en su oficina en la Torre EXA, ubicada en el municipio Chacao de Caracas. Según denunciaron dirigentes opositores durante el allanamiento el cuerpo de seguridad habría detonado sus armas para dispersar a personas que intentaban impedir su detención. Fue trasladado a la sede del SEBIN ubicada en la zona de Plaza Venezuela. Su abogado anunció inicialmente que "desconocía" el motivo de la detención. En la noche del mismo día el presidente Nicolás Maduro reveló que por orden de la Fiscalía General es acusado de ser partícipe en la llamada Operación Jericó que pretendía derrocar al gobierno venezolano, siendo según denuncias de la oposición este el duodécimo intento de golpe de Estado que el presidente denuncia. El tribunal del caso fijó como lugar de reclusión la prisión militar de Ramo Verde. Para febrero de 2016, se le da como sitio de retención su residencia. En la madrugada del 1 de agosto de 2017, Ledezma es removido de su residencia a la fuerza por el SEBIN, que no presentó ninguna orden legal de detención. Se desconoce el lugar de reclusión. El día 4 de agosto, lo regresan a su residencia.

## Escape
El 17 de noviembre de 2017, habiendo pasado 1002 días de detención, Antonio Ledezma huyó de Venezuela; huyó de la prisión domiciliaria y tras quince horas de viaje por tierra, atravesó el puente internacional Simón Bolívar, llegando así a Cúcuta (Colombia), en donde hizo los correspondientes trámites migratorios y dio una rueda de prensa, para luego posteriormente viajar a España, país en el que reside actualmente habiendo pedido asilo político el 24 de noviembre de ese mismo año.

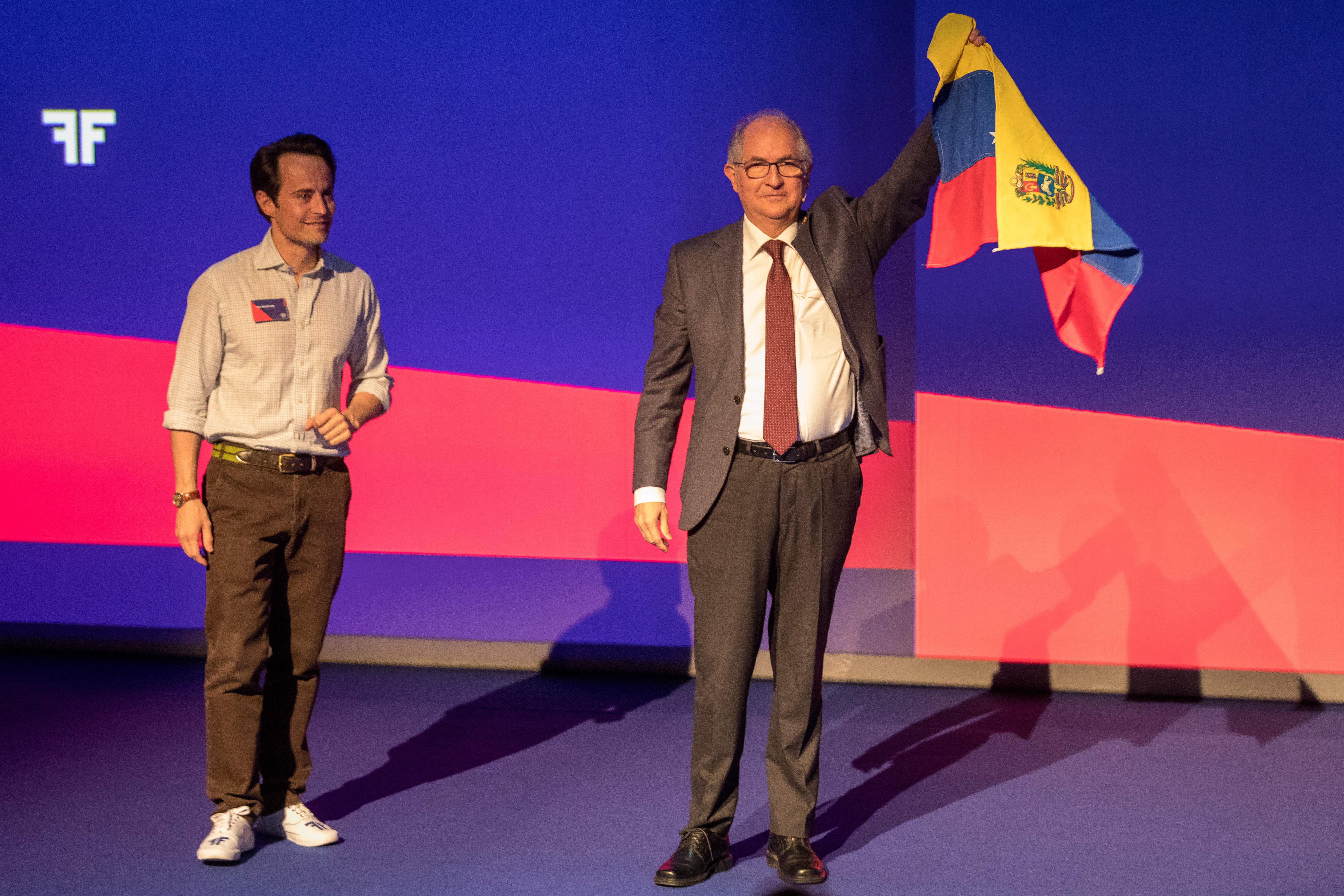
Antonio Ledezma en el Oslo Freedom Forum de 2018.

El 20 de febrero de 2018 Ledezma asistió a la décima Cumbre de Ginebra para los Derechos Humanos y la Democracia. Ledezma firmó la Carta de Madrid, un documento redactado por el partido político conservador español Vox que califica a los grupos de izquierda como enemigos de Iberoamérica involucrados en un "proyecto criminal" que están "bajo el paraguas del régimen cubano".

## Premios
- Premio Libertad Cortes de Cádiz, en 2015, otorgado por el Ayuntamiento de Cádiz.[37][38]
- Premio Sájorov, en 2017, otorgado por el Europarlamento.
- Medalla de Honor en el Grado de Comendador, en 2018, otorgado por el Congreso de la República del Perú.[39]